# Polychrysia aurea
Polychrysia aurea är en fjärilsart som beskrevs av Barend J. Lempke 1949. Polychrysia aurea ingår i släktet Polychrysia och familjen nattflyn. Inga underarter finns listade i Catalogue of Life.